# Luica
Luica – wieś w Rumunii, w okręgu Călărași, w gminie Lehliu. W 2011 roku liczyła 1650 mieszkańców.